# Мефистофелесов кабинет
Мефистофелесов кабинет (фр. Le Cabinet de Méphistophélès), у Великој Британији и Америци познат и као Мефистофелесова лабораторија (енгл. The Laboratory of Mephistopheles) француски је црно-бели неми хорор филм из 1897. године, редитеља Жоржа Мелијеса. Филм је значајан по томе што представља прву филмску адаптацију легенде о Фаусту, као и прву адаптацију коју је Мелијес урадио.
Према појединим изворима, ово је био први филм у коме је Мелијес користио технику вишеструке експозиције, док ју је према другим тврђењима први пут користио у Пећини демона, која је објављена годину дана касније. Мефистофелесов кабинет се налази у каталогу Мелијесове издавачке куће Star Film Company, под редним бројем 118—120. Данас се филм сматра изгубљеним.

## Радња
Мефистофелес, демон који се појављује у легенди о Фаусту, се прерушава у старца и чека на муштерије у свом кабинету. Када муштерије покушају да оду, Мефистофелес их заварава, прво магичним триковима, а потом и прелепом девојком, како би их затворио у кавез. Један од муштерија угледа мач на зиду и помоћу њега успева да одсече главу Мефистофелесу, али он остаје жив. На крају, ипак успевају да га преваре и он завршава у сопственом кавезу.